# Veilleur de nuit
Un veilleur de nuit est une personne rémunéré (par une commune, une entreprise, un particulier ...) pour rester éveillé la nuit et surveiller les locaux dont il a la garde afin de détecter les accidents de toute nature, pouvant se produire, en particulier les incendies ou les intrusions et donner l'alerte adéquate (auprès des pompiers, de la gendarmerie, etc.).
Cette activité est souvent remplacée de nos jours par des systèmes électroniques de téléalarme.
Bien que plus rares, les veilleurs de nuits subsistent encore dans plusieurs communes et villes européennes, dans une optique de préservation du folklore et des traditions ou, parfois, à des fins touristiques.Une guilde européenne des veilleurs de nuit et gardiens de porte a été créée en 1987.

## Localisation des veilleurs de nuit en Europe

### Allemagne
- Kaufbeuren
- Xanten

### Autriche
- Obertilliach

### Danemark
- Aabenraa
- Odense
- Vejle

### France
- Turckheim
- Fénétrange

### Pays-Bas
- Beek

### Pologne
- Cracovie

### République Tchèque
- Prague
- Jičín

### Suisse
- Lausanne
- Schaffhouse
- Stein am Rhein

## La figure du veilleur de nuit dans l'Art

### Peinture
Le peintre allemand Carl Spitweg a représenté un veilleur de nuit dans un tableau peint en 1875, nommé Le veilleur de nuit endormi.

Le veilleur de nuit endormi par Carl Spitzweg

### Sculpture et monuments
La fontaine aux chats, située à Hildesheim en Allemagne, comprend une représentation en bronze de veilleur de nuit entouré de quatre chats. Ce édifice illustre une ancienne légende de la commune sur les sorcières.
Une autre fontaine représentant un veilleur de nuit se trouve dans la ville de Hanovre. Elle a été réalisée à partir un modèle du sculpteur Hans Dammann et est classée monument historique.

Il existe une troisième fontaine à l'effigie d'un veilleur de nuit, dans la ville allemande de Stuttgart. Elle a été construite selon les directives de l'architecte Heinrich Halmhuber et du sculpteur Adolf Fremd. Elle a pour but de rendre hommage aux veilleurs de nuit qui garantissaient la tranquillité du repos nocturne des habitants jusqu'en 1862.

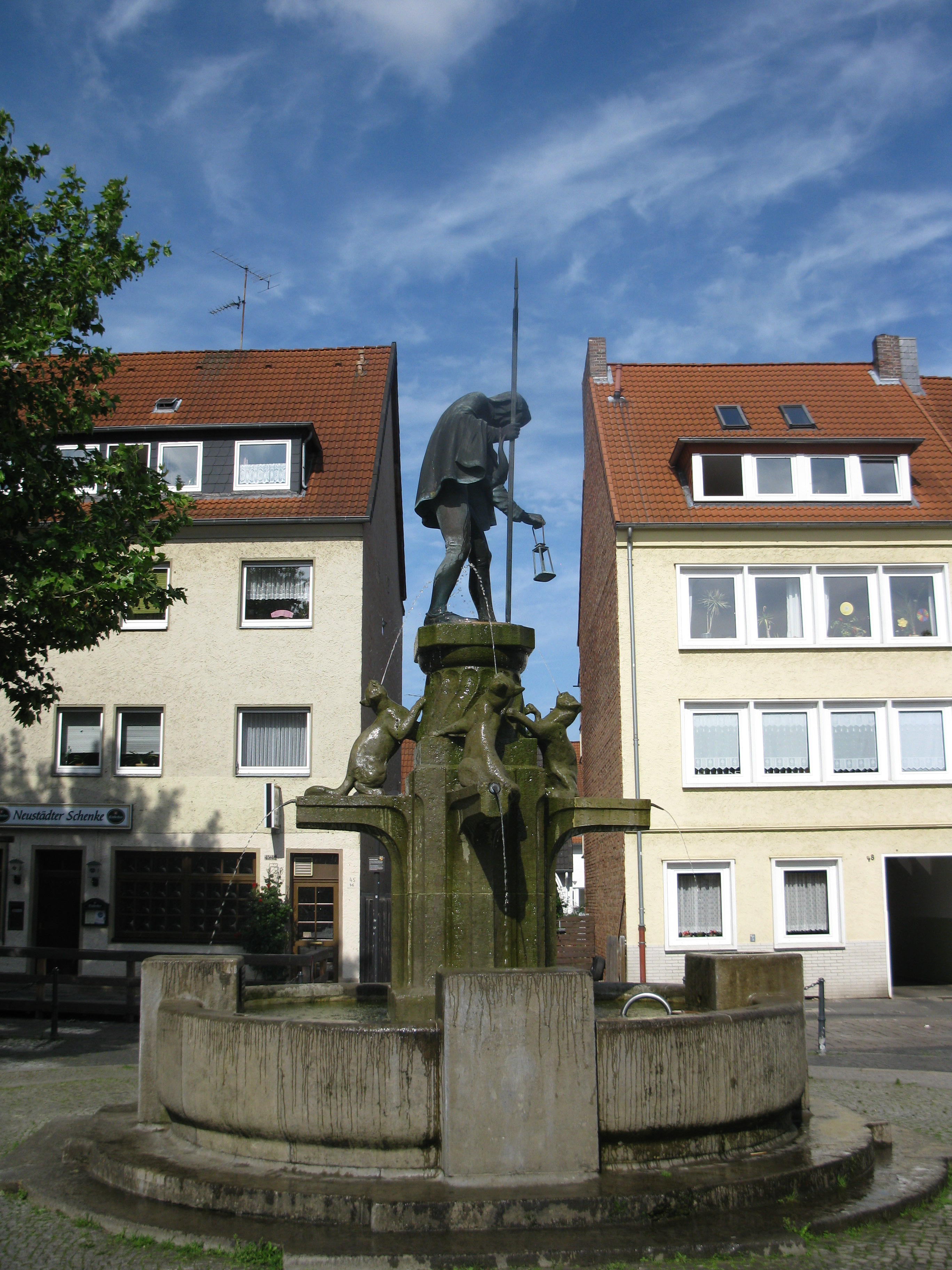
La fontaine aux chats
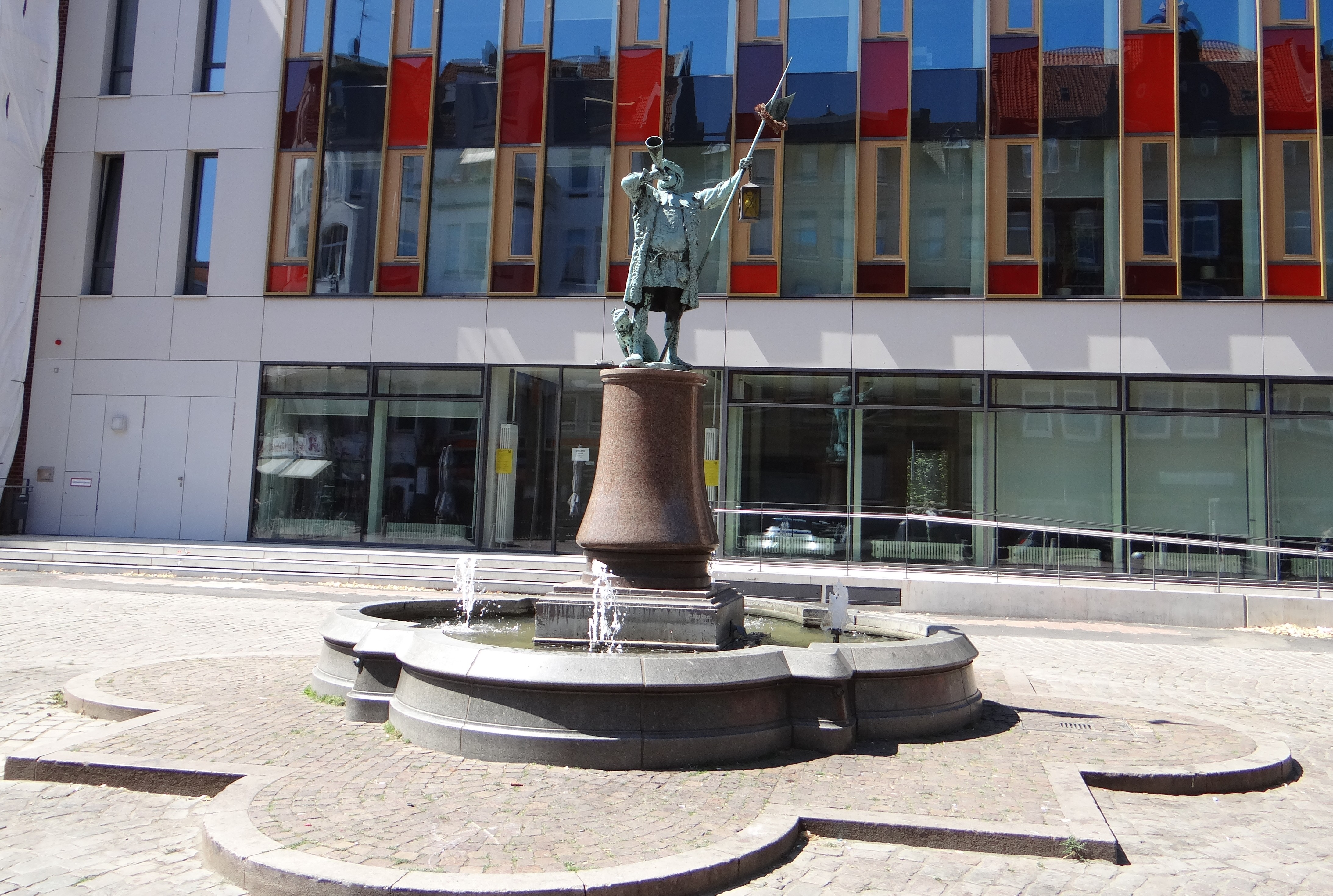
Fontaine du veilleur à Hanovre
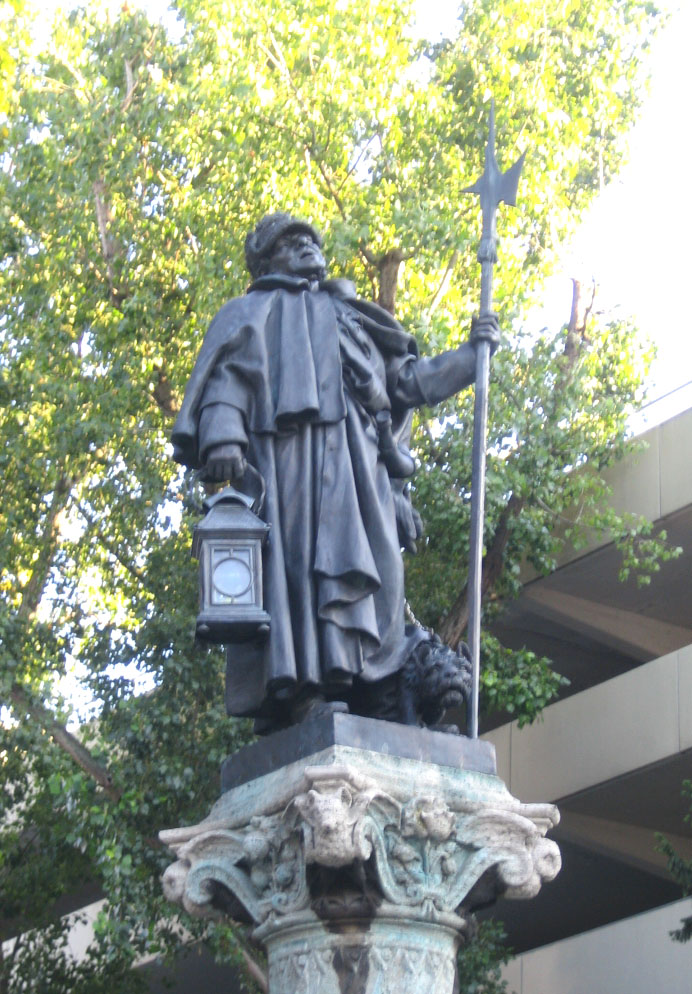
Sculpture de la fontaine du veilleur à Stuttgart